# نستور نیژانکیووسکی
نستور نیژانکیووسکی (اوکراینی: Не́стор Оста́пович Нижанкі́вський؛ january 24, 1863 – april 10, 1940) آهنگساز، مربی موسیقی، و نوازنده پیانو اهل لهستان بود.